# Staatliches Museum Schwerin
Die Sammlungen des Staatlichen Museums Schwerin umfassen heute weit mehr als 100.000 Kunstwerke: Gemälde, Arbeiten auf Papier, Plastiken aus Holz, Terrakotta, Stein, Metall und Papiermaché, Münzen und Medaillen, Waffen, kunsthandwerkliche Arbeiten aus Glas, Porzellan, Elfenbein und Metall, Möbel sowie moderne Objekte und Installationen. Neben der Kernsammlung Alter Kunst liegt ein besonderer Fokus auch auf der zeitgenössischen Kunst.
Das Staatliche Museum ist ein Kunstmuseum in Schwerin, der Landeshauptstadt Mecklenburg-Vorpommerns. Im Auftrag von Großherzog Friedrich Franz II. von Mecklenburg-Schwerin (1823–1883) wurde der Museumsneubau 1882 eröffnet. Der Architekt Hermann Willebrand (1816–1899), ein Schüler Friedrich August Stülers, entwarf den damals technisch wegweisenden Museumsneubau nach modernsten Gesichtspunkten. Direkt am Schweriner See und am Alten Garten gelegen prägt das Museum – gemeinsam mit dem Schweriner Schloss, dem Staatstheater, der Staatskanzlei und dem Alten Palais einen der wenigen komplett erhaltenen historistischen Plätze in Deutschland.

## Architektur

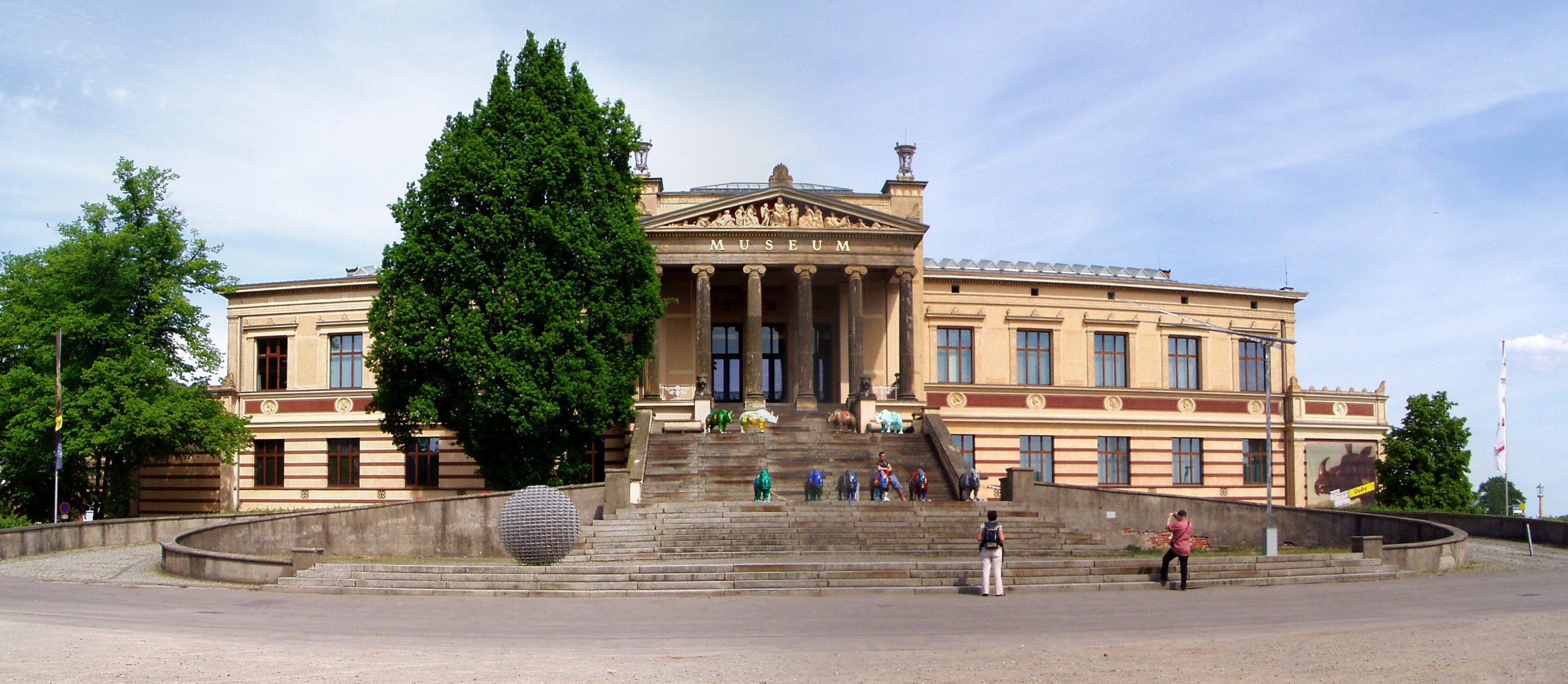
Staatsgalerie von 1882

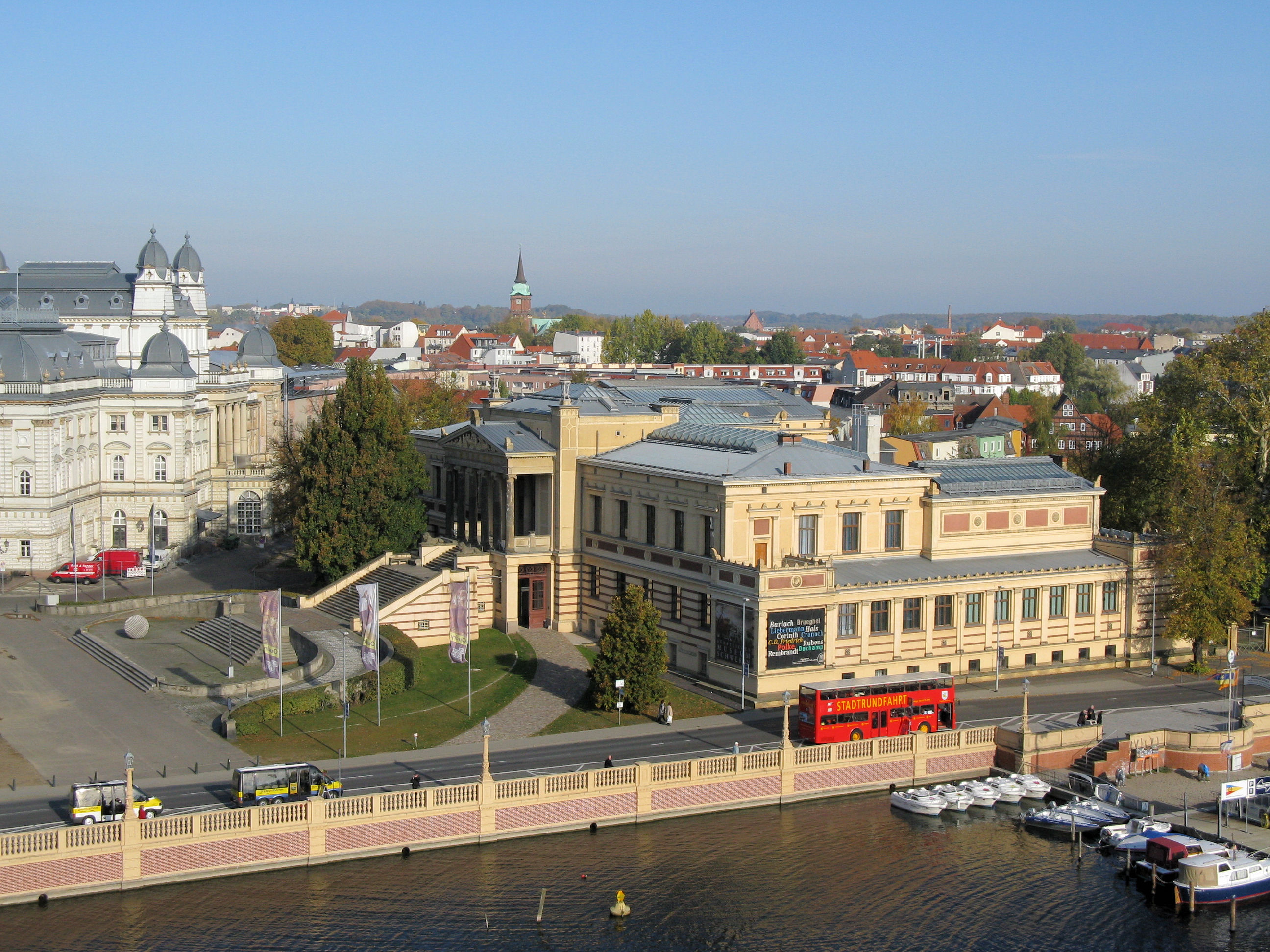
Ansicht vom Schloss, im Oktober 2009

Erste Pläne für einen neuen Museumsbau fertigte der Architekt Georg Adolph Demmler (1804–1886) an. Aufgrund des frühen Todes Großherzogs Paul Friedrichs (1800–1842) wurden die Pläne jedoch nicht umgesetzt. So ruhten die Pläne für einen eigenen Museumsbau für die großherzogliche Sammlung 40 Jahre lang, bis der mecklenburgische Baubeamte Hermann Willebrand (1816–1899), ein Schüler Stiers und Stülers und langjähriger Assistent Demmlers, neue Planskizzen für einen Museumsbau am Alten Garten vorlegte. Willebrands Planung widmete sich vorrangig einer spezifisch musealen und damit funktionalen Anforderungen an ein Museum. Brand- und Einbruchssicherheit, Heizung, Lüftung und vor allem eine situations- und exponatgerechte Lichtführung wurden berücksichtigt. Damit brach Willebrand neuen Ideen Bahn und setzte den Beginn einer Ära, die die Form der Funktion unterordnete.
Willebrand erbaute das repräsentative Gebäude im Stil der „griechischen Renaissance“ in der Zeit von 1877 bis zu seiner Übergabe am 26. Mai 1882 unter Mitarbeit des Intendanten der Kunstsammlungen Eduard Prosch (1804–1878). Der historistische Baustil, der vor allem ein markantes Eingangsportal mit ionischen Säulen und einer großen Treppe verwendet, ist typisch für diese Zeit. Erster Direktor der Großherzoglichen Kunstsammlung am Alten Garten war Friedrich Schlie (1839–1902). Von ihm stammt auch der Entwurf des Giebelfrieses, der die von Bildhauer Albert Wolff modellierte Vermählung Amors mit der Psyche darstellt. Das Gebäude sollte zunächst eher ein Privatmuseum sein, das unter Großherzog Friedrich Franz II. mehr wissenschaftlichen Zwecken als einem Ausstellungsbetrieb diente.

## Geschichte

### 18. Jahrhundert

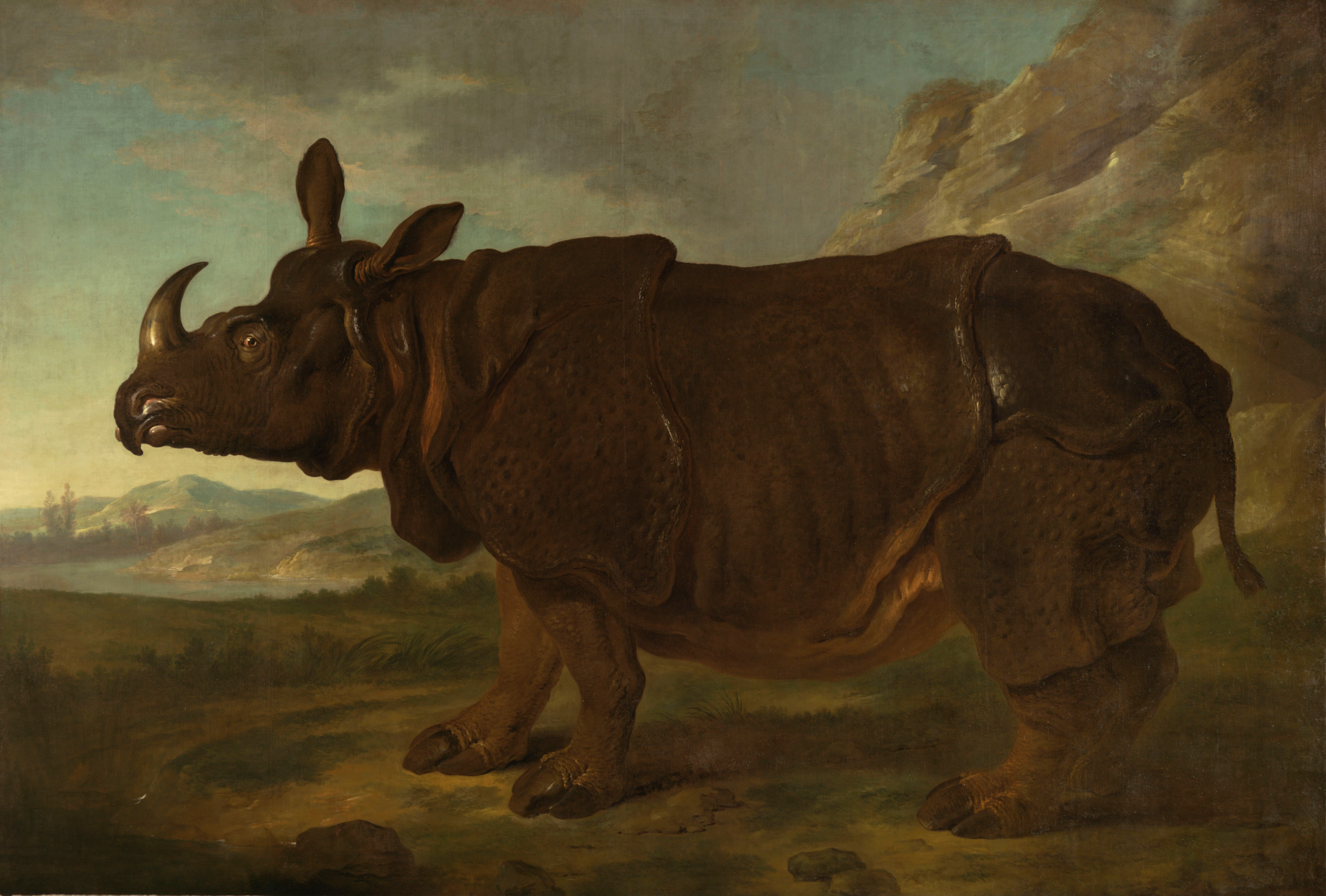
Rhinozeros Clara, Gemälde von Jean Baptiste Oudry

Die Museumsgeschichte entspricht in etwa der Sammlungsgeschichte. Den ersten Schritt in Richtung einer namhaften Gemäldesammlung tat Herzog Christian Ludwig II. (1683–1756). Als begeisterter Kunstsammler erwarb er auf seinen Reisen ins In- und Ausland zahlreiche Kunstwerke. Sein Interesse galt dabei nicht nur der rein repräsentativen Kunst, sondern widmete sich vielmehr den qualitativ hochwertigen alten und neuen Meistern, während in den meisten deutschen Fürstenhäusern rein summarisches Ansammeln üblich war. 1725 war Christian Ludwig II. bereits im Besitz von etwa 120 Gemälden und Grafiken holländischer Meister des 17. Jahrhunderts. Ein Großteil dieser bis dahin angesammelten Werke wurde im selben Jahr beim Brand auf Schloss Grabow zerstört. Christian Ludwig II. war fest entschlossen, für Mecklenburg eine bedeutende Gemäldesammlung zu etablieren. Als er zehn Jahre später im Schloss Schwerin residierte, ließ er 1736 eine erste Galerie in Form eines zweigeschossigen Fachwerkbaus errichten. Dieses Jahr gilt heute als das Gründungsjahr der Schweriner Kunstsammlungen. Akquisiteure in den größten europäischen Kunstzentren kauften Kunst für die Schweriner Kunstsammlungen an.
Christian Ludwig II. kaufte auch selbst in den Ateliers der Künstler, beispielsweise bei Adriaen von Ostade oder Jan van Huysum. Auch Christian Ludwigs Sohn Friedrich (1717–1785) und dessen Neffen sammelten im großen Stil. So erfuhr die herzogliche Sammlung um 1750 eine wichtige Bereicherung durch Friedrich, der rund 56 farbige Zeichnungen und 43 Gemälde (34 davon sind noch erhalten) des französischen Tiermalers Jean Baptiste Oudry (1686–1755) erwarb. In ihrer Geschlossenheit und Größe stellt die Kollektion die weltweit größte Sammlung von Werken des französischen Tiermalers dar. 1792 waren bereits 695 Gemälde im Bestand der herzoglichen Sammlung aufgeführt und wurden in einer Ausstellung auf 21 Zimmer und Kabinette verteilt. Christian Ludwigs Vorliebe zur niederländischen Malerei ist es zu verdanken, dass das Staatliche Museum Schwerin / Ludwigslust / Güstrow heute über eine der umfangreichsten Referenzsammlungen niederländischer Malerei in Deutschland verfügt.

### 19. Jahrhundert
Großherzog Friedrich Franz I. (1756–1837) strukturierte die Fülle der Kunstschätze erstmals in einer neuen Verwaltungsform und ernannte Friedrich Christoph Georg Lenthe (1774–1851) zum ersten Galeriedirektor. Dieser strukturierte und systematisierte die Sammlung erstmals nach wissenschaftlichen Standpunkten. Es entstand die Idee einer öffentlich zugänglichen Galerie, die jedoch an dem Fehlen finanzieller Mittel scheiterte. Später, als Schwerin 1837 unter Großherzog Paul Friedrich (1800–1842) zur Residenzstadt und somit auch zu einem Zentrum kulturellen Lebens wurde, kam es zu zahlreichen Umbauten in der gesamten Stadt. Auch das Schloss wurde 1845 umgebaut und die herzogliche Galerie im Fachwerkbau musste einen anderen Platz finden. Zunächst wurde die Kunstsammlung in zwei Häusern in der Alexandrinenstraße in der Paulsstadt untergebracht und im Dezember 1845 erstmals und von da an regelmäßig für die Öffentlichkeit geöffnet. Während dieser Zeit änderte sich das Profil der Großherzoglichen Kunstsammlung. Intendant Eduard Prosch, von der Archäologie beeinflusst, griff eher rückgewandt in die Sammlungserweiterung ein und tauschte wertvolle Sammlungsbestände ein. Er baute ab 1869 eine Sammlung von Gipsabgüssen antiker Statuen auf, die schließlich mehr als 300 Stücke umfasste und 1919 an das Institut für Altertumskunde der Universität Rostock abgegeben wurde.
Nach dem frühen Tod Paul Friedrichs ruhten die Planungen Georg Adolph Demmlers (1804–1886) für einen Museumsbau 40 Jahre lang, bis Großherzogin Alexandrine (1803–1892), die Gemahlin Paul Friedrichs, Gelder aus den Reparationszahlungen des gewonnenen Krieges 1870–1871 gegen Frankreich zum Bau des Museums stiftete. Ausgeführt wurde der Bau durch den Architekten Hermann Willebrand (1816–1899). Die Eröffnung des neuen Museumsbaus fand am 22. Oktober 1882 statt. Zum Direktor für das neue Großherzogliche Museum wurde Friedrich Schlie (1839–1902) berufen, der eine umfangreiche Dauerausstellung eingerichtet und zur Eröffnung des Hauses einen umfassenden Gemäldekatalog zusammengetragen hatte. Schlie gestaltete die Dauerausstellung nach Grundsätzen eines wahrnehmungsbezogenen, ganzheitlichen und ästhetischen Verständnisses ein. Sein Amtsnachfolger war (bis 1911) der spätere Gründungsdirektor der Bibliotheca Hertziana in Rom, Ernst Steinmann.

### Von der Weimarer Republik bis zum Ende des Nationalsozialismus
Im Zuge der Novemberrevolution war Großherzog Friedrich Franz IV. gezwungen, am 14. November 1918 abzudanken. Die Sammlung ging in den Besitz des Staates über und das Großherzogliche Museum wurde zu einem Landesmuseum. Die Galerie am Alten Garten beherbergte weiterhin die Gemälde, die graphischen Sammlungen sowie die „Mecklenburger Altertümer“. Die reichen kunsthandwerklichen Bestände und das Münzkabinett wurden in das Schweriner Schloss überführt und ein Schlossmuseum in den ehemaligen Privaträumen der herzoglichen Familie eingerichtet. Somit avancierte der Alte Garten mit Schloss und Schlossmuseum, der Galerie und dem Staatstheater zu einem repräsentativen und eindrucksvollen kulturellen Zentrum in Deutschland. Walter Josephi, seit 1911 Direktor der Kunstsammlungen, erarbeitete umfangreiche Sammlungsführer nach neuesten kunstgeschichtlichen Erkenntnissen. Er strebte, entgegen seinem Vorgänger, eine offene und moderne Sammlungsstrategie an. Im Sinne der mecklenburgischen Herzöge wandte er sich auch den zeitgenössischen Künstlern zu und erwarb 1926 bedeutende Werke von Franz von Stuck, Rudolf Bartels, Max Liebermann, Lovis Corinth, Carl Schuch und Wilhelm Trübner.
1937 wurden in der Nazi-Aktion „Entartete Kunst“ nachweislich Werke von Ernst Barlach, Lovis Corinth, Ewald Dülberg und Hans Emil Oberländer aus dem Museum beschlagnahmt. Ein Teil wurde vernichtet. Mit der Einrichtung einer Uniformenfabrik in der Galerie 1943 kam die museale Arbeit zum Erliegen. Mit dem Ausbruch des Krieges wurden bedeutende Kunstwerke der Kunstsammlung aus Sicherheitsgründen ausgelagert und zum Teil in das Salzbergwerk Grasleben, in den Keller des Schweriner Schlosses, in Herrenhäuser und Tresorräume verbracht. Gegen Ende des Krieges bis weit hinein in das Jahr 1945 dienten das Schloss als Lazarett und die Galerie weiterhin als Uniformenfabrik und Unterkunft für Flüchtlinge. 1945 wurde die Galerie am Alten Garten wieder eröffnet.

### DDR-Zeit

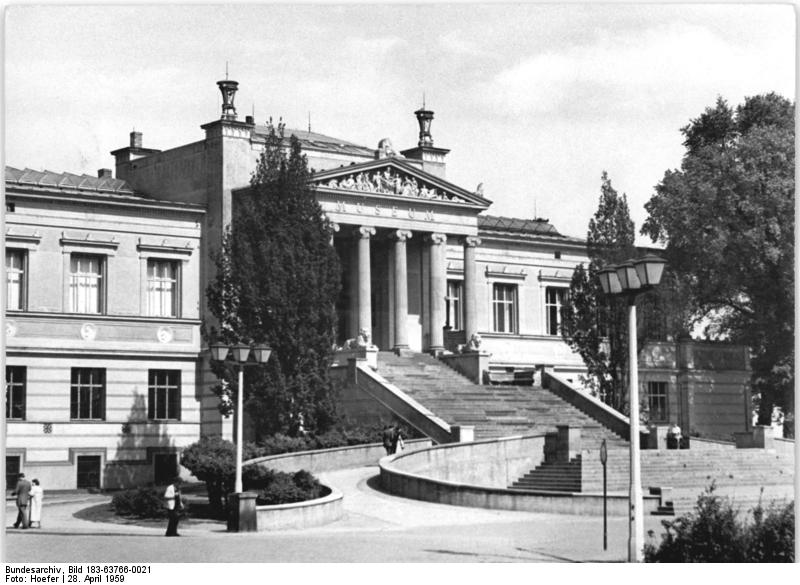
Museum mit Freitreppe, 1959

Beginnend mit der Wiedereröffnung der Galerie 1945 wurde diese personell grundlegend umstrukturiert. Programmatisch etablierte sich bis heute die kontinuierliche Durchführung von Sonderausstellungen. Neben regional wichtigen Ausstellungen beherbergte das Museum vier Mal die zentrale Ausstellung „Farbige Grafik in der DDR“, zuletzt 1989.
Allerdings kehrten namhafte Bestände aus ihren Auslagerungsorten nicht zurück. In der DDR wurde ein neues museales Prinzip verfolgt, bei dem der Fokus auf die Zusammenhänge zwischen künstlerischem Schaffen und gesellschaftlicher Entwicklung gelegt wurde. Gesellschaftliche Ordnungen wurden zum zentralen Bestandteil der Kunst und der Kultur. Es entstanden neue Abteilungen, so zum Beispiel „Mittelalterliche Plastik und Malerei in Mecklenburg“. Als 1961 die im Krieg ausgelagerten Bestände, darunter Werke von Frans Hals und Carel Fabritius, aus dem Kunstgutlager Schloss Celle rückgeführt wurden, konnte sich das Schweriner Museum endgültig einen internationalen Rang sichern und seinen Platz unter den bedeutendsten Kunstmuseen der DDR einnehmen. Seit dem Herauslösen der historischen Bereiche in den 1970er Jahren präsentiert sich das Museum am Alten Garten ausschließlich als Kunstsammlung. 1972 wurden im Schloss Güstrow und 1975 im Schloss Schwerin Außenstellen eingerichtet, in den 1980er Jahren folgte Schloss Ludwigslust.

### Gegenwart

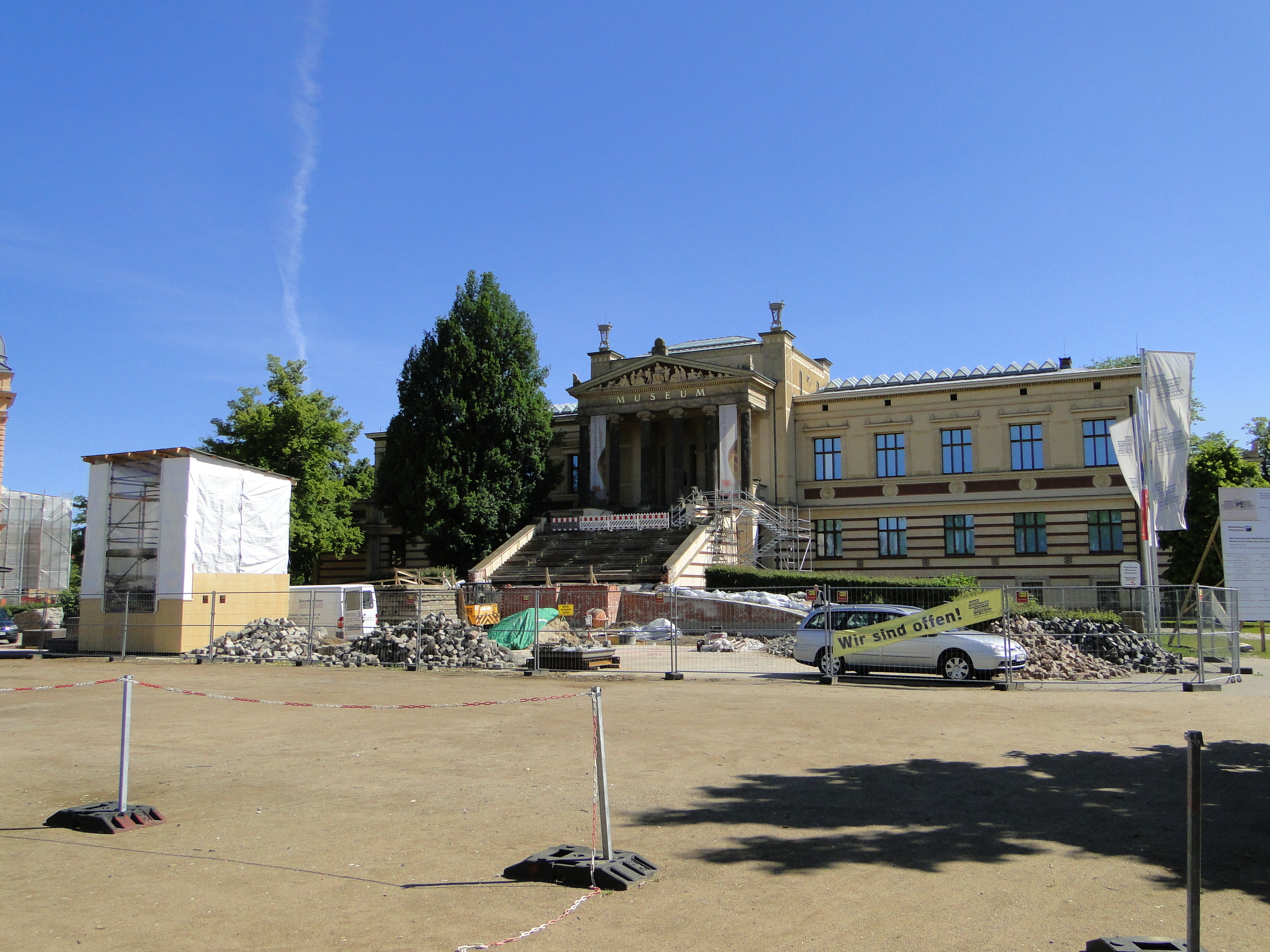
Restaurierungsarbeiten am Staatlichen Museum Schwerin im Juni 2011

Mehr Platz für die Kunst nach 1945 bietet seit dem Sommer 2016 der 800 Quadratmeter große Erweiterungsbau des Staatlichen Museums Schwerin. Das Staatliche Museum Schwerin bewahrt, pflegt, erforscht und präsentiert Kunstschätze internationalen Ranges von der Antike bis zur Gegenwart. Es gehört seit 2018 zur Landesbehörde Staatliche Schlösser, Gärten und Kunstsammlungen Mecklenburg-Vorpommern. Bis 2020 wurden Fassade und Außenanlagen im Innenhof des Museums restauriert bzw. umgestaltet, um diese aufzuwerten und für eine Ausstellung von Skulpturen nutzbar zu machen.
Das Bauwerk ist seit 2024 als Teil des Residenzensembles Schwerin UNESCO-Welterbe.

## Leitung
- Friedrich Schlie, Gründungsdirektor
- Ernst Steinmann, 1903–1911
- Walter Josephi, 1911–1939
- Margarete Riemschneider, 1946/47
- Heinz Mansfeld, 1949–1959
- Walter Heese, ? –?
- Hans Strutz, 1974–1990
- Lisa Jürß, Amtierende Direktorin 1991
- Kornelia von Berswordt-Wallrabe, 1993–2009
- Dirk Blübaum, 2009–2017
- Pirko Kristin Zinnow, in Funktion ihres Amtes als Direktorin Staatliche Schlösser, Gärten und Kunstsammlungen Mecklenburg-Vorpommern, seit 1. Januar 2018

## Sammlungen
Das Staatliche Museum Schwerin ist bekannt für die Spitzenkollektion holländischer und flämischer Malerei des 17. und 18. Jahrhunderts, die „Ernst Barlach Stiftung Bölkow“ und die Schweriner Sammlung Marcel Duchamp. Wechselnde Sonderausstellungen alter und zeitgenössischer Kunst ergänzen das Ausstellungsangebot. Das Staatliche Museum Schwerin will kunsthistorisches Gedächtnis des Landes Mecklenburg-Vorpommern sein und die über 1000-jährige Geschichte des Landes widerspiegeln, zugleich mitverantwortlich für die kulturelle Weiterentwicklung und Identitätsstiftung des Landes sein.

### Holländische und flämische Malerei

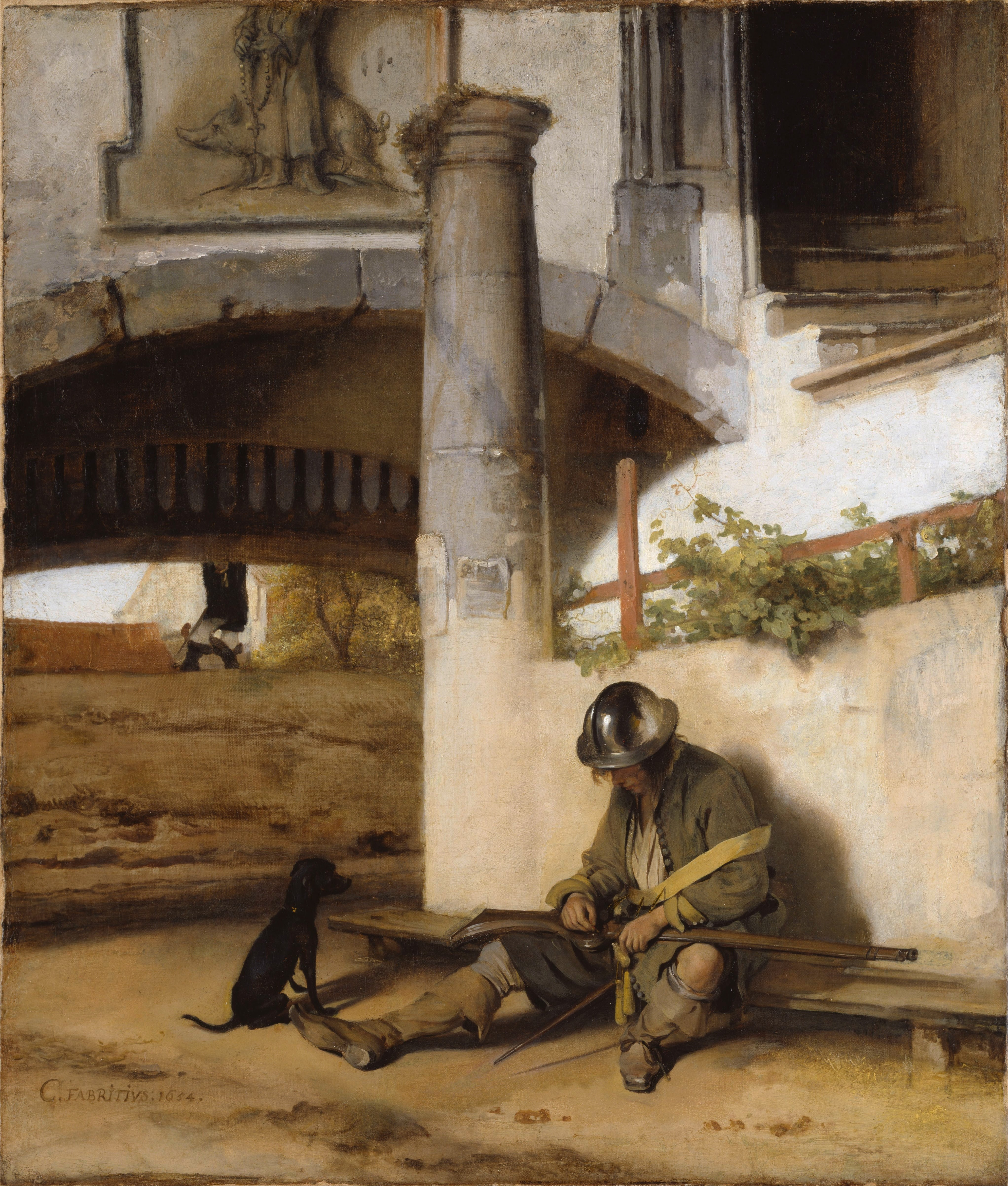
Die Torwache, Gemälde von Carel Fabritius

Den mecklenburgischen Herzögen ist es zu verdanken, dass Schwerin heute über eine der größten Referenzsammlungen der niederländischen Malerei des 17. und 18. Jahrhunderts verfügt. Mit Werken von Meistern wie Peter Paul Rubens, Frans Hals, Paulus Potter, Gerard Dou, Ludolf Backhuysen, Pieter Claesz, Otto Marseus van Schrieck, Simon de Vlieger oder Adriaen van Ostade und Jan Brueghel d. Ä. ist das Goldene Zeitalter der niederländischen Malerei im Staatlichen Museum Schwerin durch mehrere hundert verschiedenformatige Gemälde repräsentiert. Eine besondere Kostbarkeit des Museums ist Die Torwache von Carel Fabritius, der die Delfter Lichtmalerei begründete und ein Œuvre von weltweit nur 13 Gemälden hinterließ. Im 18. Jahrhundert galten 13 Werke aus der Sammlung der Herzöge als Bilder von Rembrandt, heute jedoch keines mehr.
Im Oktober 2013 wurde dem Staatlichen Museum Schwerin eine umfangreiche Sammlung niederländischer und flämischer Malerei des 16. bis 18. Jahrhunderts, die Sammlung Christoph Müller (Niederländer), geschenkt. Der Sammler Christoph Müller schenkte dem Museum 155 flämische und holländische Gemälde, die wohl größte Schenkung von Altmeistergemälden, die ein deutsches Museum nach dem Zweiten Weltkrieg erhalten hat. Die Schenkung Christoph Müller bereichert und ergänzt die Sammlung des Staatlichen Museums Schwerin mit seinen rund 600 niederländischen Gemälden. Das Museum verfügt dadurch über einen der umfangreichsten Niederländer-Bestände in Deutschland.

### Malerei vom 18. bis zum 20. Jahrhundert

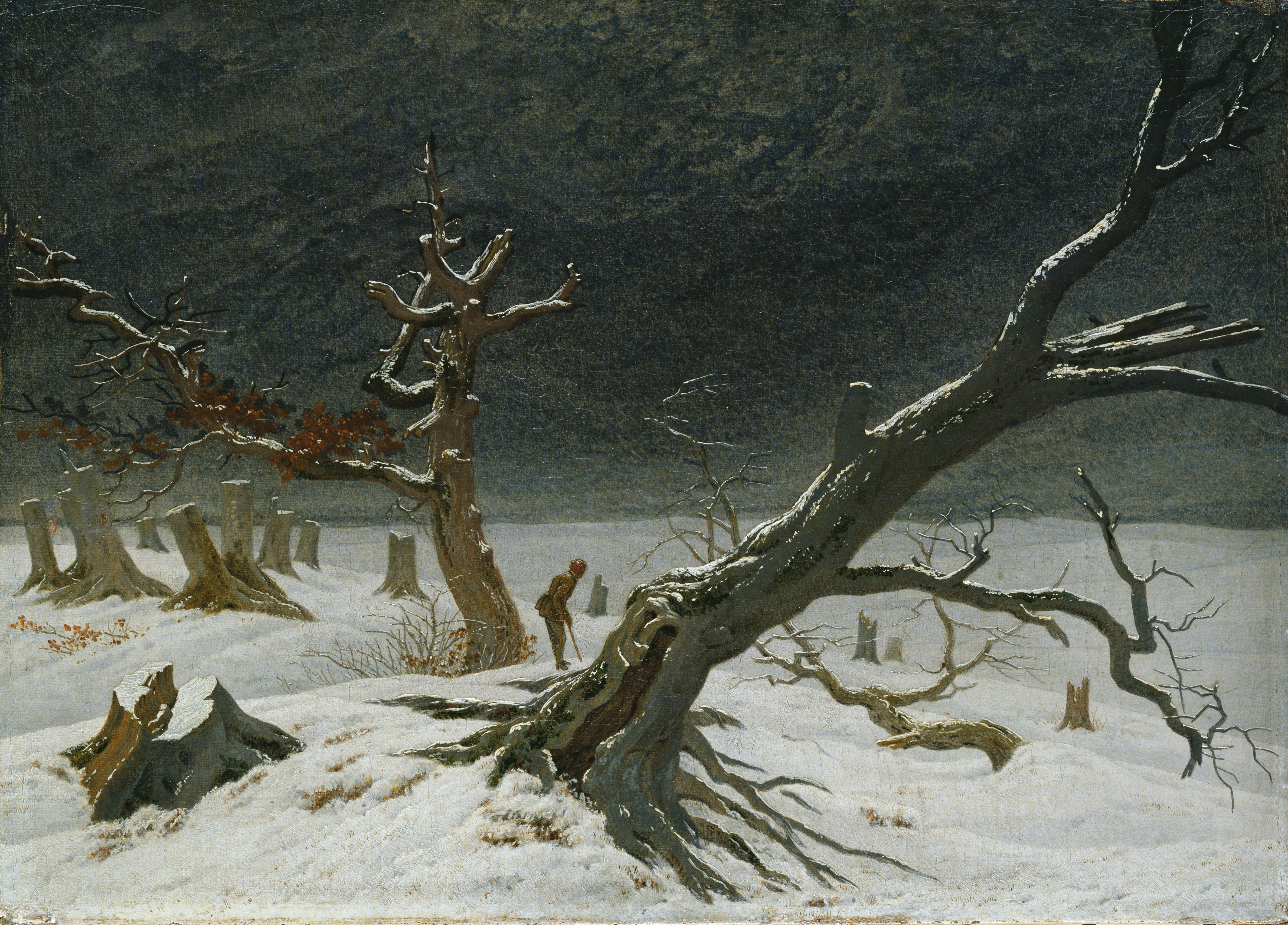
Winterlandschaft, Gemälde von Caspar David Friedrich

Die zahlreichen Werke des französischen Tiermalers Jean-Baptiste Oudry nehmen eine Sonderstellung in der Sammlung des Staatlichen Museums Schwerin ein. Es ist in ihrer Geschlossenheit die weltweit größte Sammlung des französischen Tiermalers. Hervorheben kann man auch Caspar David Friedrichs Winterlandschaft. Die Kunst des 20. Jahrhunderts ist unter anderen mit Lovis Corinth, Alexej Jawlensky, Max Pechstein, Götz von Seckendorff oder auch Pablo Picasso vertreten. Skulpturen von Ernst Barlach und zeitgenössische Kunst von Sigmar Polke, Daniel Spoerri und Rachel Whiteread sind ebenso vertreten.

### Sammlung Marcel Duchamp
Mit ihrem Bestand von 90 Werken Duchamps aus allen Werkgruppen und Schaffensphasen des Künstlers besitzt Schwerin eine der bedeutendsten Duchamp-Sammlungen in Europa. Den Grundstock der Sammlung bilden 68 Werke, die im Jahre 1998 vom belgischen Sammler und Galeristen Ronny Van De Velde übernommen wurden.
Zur Sammlung gehören neben verschiedenen Ready-mades mehrere Plastiken, zahlreiche Grafiken, Plakate sowie von Duchamp gestaltete Bücher. Zu den wichtigsten Exponaten gehören zwei Versionen seiner berühmten Boîte-en-Valise / Schachtel im Koffer, in der Duchamp seine wichtigsten Werke in der Art eines Bilderbuchs oder Miniaturmuseums vereinigt hat.
Seit 2009 existiert das Duchamp-Forschungszentrum (siehe Weblinks), das sich mit der Sammlung, dem Leben und Werk Marcel Duchamps beschäftigt. Neben der wissenschaftlichen Auseinandersetzung mit der eigenen Sammlung stellt das Forschungszentrum eine allgemeine Plattform für Forschungen zu Duchamp bereit. 2011 wurde die begleitende Schriftenreihe Poiesis initiiert. Zudem wird mit Unterstützung des Vereins der Freunde des Staatlichen Museums Schwerin e. V. jährlich das Duchamp-Forschungsstipendium verliehen, um die Forschung am Duchamp-Forschungszentrum des Staatlichen Museum Schwerin zu fördern und den wissenschaftlichen Nachwuchs zu unterstützen. Das Forschungszentrum wird gemeinsam mit dem Kupferstichkabinett von der Kunsthistorikern Kerstin Krautwig betreut.

### Kupferstichkabinett
Das Kupferstichkabinett beherbergt ca. 60.000 Arbeiten auf Papier. Neben Arbeiten von Albrecht Dürer, Käthe Kollwitz und Martin Schongauer, Daniel Chodowiecki, Erich Heckel, Max Pechstein und Emil Nolde stellen die zahlreichen Radierungen Rembrandts einen Höhepunkt der Kabinettsammlung dar.

### Kunsthandwerkliche Sammlung
Die Abteilung Kunsthandwerk verzeichnet mehr als 10.000 Stücke. Den Schwerpunkt der Sammlung bilden Objekte aus Meißener Porzellan und Keramik. Weitere Sammlungsgebiete sind Möbel, die Elfenbeinsammlung, Fächer und Schmuck, Prunk- und Zierwaffen, Münzen, Medaillen. Die Zeitspanne der Entstehung der Kunstwerke erstreckt sich von der Antike bis zur Gegenwart.

### Sammlung Frank Brabant
Ende des Jahres 2017 gab der in Schwerin gebürtige Unternehmer und Kunstsammler Frank Brabant bekannt, dass das Museum mit dreihundert Werken rund die Hälfte seiner Sammlung aus seinem Nachlass erhalten wird.

## Ausstellungen
- 2005: Carel Fabritius Sonderschau.
- 2006: Von Kandinsky bis Tatlin – Konstruktivismus in Europa Sonderausstellung.
- 2007: Jan Hendriksa – Ausstellung.
- 2008: Jean – Baptiste Oundry – Ausstellung.
- 2009: Garten – Vom Blumenbild zum digitalen Garten anlässlich der BUGA 2009 – in Schwerin.
- 2010: Scheinbar vertraut, Die holländische Genremalerei in Schwerin.Das Flora Danica-Service Botanik auf der Tafel.
- 2010/2011: Teure Köpfe, Christoph Friedrich Reinhold Lisiewsky – Hofmaler in Anhalt-Dessau und Ludwigslust.
- 2011: Gläserne Pracht – Die Schweriner Glassammlung. Sommergäste Die Klassische Moderne in Mecklenburg – Vorpommern.
- 2011: Die niederländische Savanne – Paulus Potter und Frank Stella.
- 2012: Der Abraham Bloemaert – Effekt! Farben im Goldenen Zeitalter.
- 2012/2013: Kopien, Replik & Massenware.
- 2013: Kosmos der Niederländer.
- 2014/2015: Kunstraub/Raubkunst.[21]
- 2015/2016: Außer Kontrolle! Farbige Grafik & Mail Art in der DDR.
- 2016: Günther Uecker: Neue Wustrower Tücher.
- 2017: Die Menagerie der Medusa. Otto Marseus van Schrieck und die Gelehrten,
- 2017/18: Von Beckmann bis Jawlensky. Die Sammlung Frank Brabant in Schwerin und Wiesbaden
- 2018: Schatz entdeckt! Herzogliches Bauen im barocken Mecklenburg.
- 2018: Hinter dem Horizont…. DDR-Kunst aus der Sammlung des Staatlichen Museums Schwerin.
- 2018: Hot Printing. H. N. Werkman und seine Spuren in der Gegenwart.
- 2019: Von Barbizon bis ans Meer – Carl Malchin und die Entdeckung Mecklenburgs.
- 2020: Der Sturm. Neue Malerei von Alf Löhr. Kurator: Gerhard Graulich
- 2021: UECKER90. Kurator Gerhard Graulich.
- 2021: im Schweriner Dom anlässlich des 850. Domjubiläums: Herzen-Werkstatt.
- 2021: Verführung Licht. Medienkunst im Dialog mit Natur und Gesellschaft.  Kuratorin Kornelia Röder

## Dokumentarfilme
- 1983: Holländer in Schwerin (DEFA-Dokumentarfilm, Regie: Werner Kohlert)[22]